# Laverton (Gloucestershire)
Laverton – przysiółek w Anglii, w Gloucestershire. W latach 1870–1872 osada liczyła 208 mieszkańców.